# Ralph Klein (baloncesto)
Ralph Klein, también conocido como Raphael Ram, en Hebreo:: רלף קליין, (Berlín, Alemania, 29 de julio de 1931 - Tel Hashomer, Israel, 7 de agosto de 2008) fue un jugador y entrenador de baloncesto israelí. Como seleccionador fue medalla de plata con Israel en el Eurobasket de Italia 1979.

## Trayectoria
Klein nació en Berlín durante la República de Weimar. De origen judío, emigró a Hungría antes de la Segunda Guerra Mundial. Su padre murió en Auschwitz, pero él y su familia sobrevivieron  gracias a esfuerzos por Raoul Wallenberg.
Después de la guerra, a la edad de 16 años, él comenzó a jugar al fútbol, pero más tarde se cambió al baloncesto y jugó en la liga nacional húngara. En 1951 él inmigró a Israel con su madre.
Después de servir en la marina israelí, se  unió al Maccabi Tel-Aviv, con el cual él jugó más de 160 juegos hasta 1964, anotó 2,701 puntos y ganó ocho ligas y seis copas. Como jugador fue miembro del equipo israelí  que participó en los Juegos Olímpicos de 1952, el Mundial 1954 y 5 eurobaskets. Una vez retirado del baloncesto entrenó al Maccabi, y sorprensivamente fue seleccionador de su país natal, Alemania.

## Equipos

### Trayectoria jugador
- Maccabi Tel Aviv (1952-1964)

### Trayectoria entrenador
- Hapoel Jerusalem B.C. (1972-1973)
- Maccabi Tel Aviv (1975-1983)
- Saturn Colonia (1983-1986)
- Maccabi Tel Aviv (1987-1988)
- Hapoel Holon, Hapoel Eilat, Maccabi Netanya

### Selecciones
- Israel (1952-1963), jugador
- Israel (1977-1983)
- Alemania (1983-1987)